# Перейра Лисасо, Нидия
Нидия Перейра Лисасо (исп. Nydia Pereyra Lizaso; 12 мая 1920, Роча — 2 ноября 1998) — уругвайский композитор и пианистка.
Начала учиться музыке в родном городе, затем продолжила образование в Монтевидео у Вильгельма Колишера (фортепиано), Энрике Касаля Чапи (композиция) и Томаса Мухики (контрапункт). Окончив курс, осталась преподавать в консерватории под руководством Колишера (сольфеджио, в дальнейшем контрапункт); среди её учеников, в частности, Диего Легран и Лео Маслиа. Позднее работала также в консерватории Марии Анхелики Пиола. Концертировала как пианистка преимущественно на рубеже 1940—1950-х гг.
Много сочиняла для музыкального театра, пять раз была удостоена национальных премий за работы в этом жанре (1959, 1964, 1966, 1967, 1978). В остальном предпочитала камерные миниатюры, написала также ряд вокальных сочинений, в том числе на стихи Р. М. Рильке, Хуана Рамона Хименеса, Эстер де Касерес и др.